# 배드 데이 블랙 록
《배드 데이 블랙 록》(Bad Day At Black Rock)은 미국에서 제작된 존 스터지스 감독의 1955년 드라마, 미스터리, 스릴러, 서부 영화이다. 스펜서 트레이시 등이 주연으로 출연하였고 도어 쉐어리 등이 제작에 참여하였다.
2018년 이 영화는 "문화적으로, 역사적으로, 미적으로 중요한" 것으로 간주되어 미국 국립영화등기부의 보존 대상으로 선정되었다.

## 줄거리
1945년 늦은 가을, 한쪽 팔을 잃은 존 매크리디는 캘리포니아 사막의 고립된 마을인 블랙 록에서 기차에서 내린다. 4년 만에 특급열차가 정차역에 멈춘 것이어서 주민들은 의심스러운 눈초리를 보낸다. 매크리디가 코모코라는 남자를 찾자 몇몇 지역 주민들은 적대적으로 변한다. 전보원 헤이스팅스는 택시가 없다고 말하고, 호텔 프론트 직원 피트 위스는 빈 방이 없다고 주장하며, 헥터 데이비드는 그를 위협한다. 나중에 리노 스미스는 매크리디에게 일본계 미국인 코모코가 제2차 세계 대전 중 강제 수용되었다고 알려준다.
알코올 중독자인 보안관 팀 혼은 코모코를 찾는 데 아무런 도움이 되지 않는다. 수의사이자 장의사인 닥 벨리는 매크리디에게 즉시 마을을 떠나라고 조언하지만, 코모코가 죽었다는 사실을 얼떨결에 흘린다. 피트의 여동생 리즈는 매크리디에게 지프를 빌려준다. 근처 어도비 플랫으로 운전해 간 그는 완전히 불탄 농가와 들판에 피어 있는 야생화를 발견한다. 돌아오는 길에 콜리 트림블은 매크리디를 도로 밖으로 밀어내려 한다. 매크리디는 마을을 떠나려 하지만, 리즈는 스미스의 협박을 받아 다시는 지프를 빌려주지 않는다. 스미스가 매크리디의 없는 왼팔에 대해 묻자, 매크리디는 이탈리아에서 싸우다 잃었다고 말한다. 매크리디는 코모코의 집에서 발견된 야생화가 시체가 묻혀 있음을 나타낸다고 추정한다. 스미스는 자신이 극심한 반일주의자임을 드러내며, 진주만 공격 다음 날 입대하려 했지만 신체검사에서 불합격했다고 말한다.
매크리디는 주 경찰에 전화하려 하지만 피트는 연결을 거부한다. 닥 벨리는 4년 전 끔찍한 일이 일어났지만, 스미스가 모두를 너무 두렵게 만들어 아무도 말하지 못한다고 인정한다. 벨리는 매크리디에게 마을을 떠나라고 자신의 영구차를 제공하지만, 헥터가 케이블을 뽑아 작동 불능으로 만든다. 캘리포니아 경찰에 도움을 요청하는 전보를 작성한 매크리디는 그것을 헤이스팅스에게 준다.
식당에서 트림블은 매크리디와 싸움을 유발한다. 한쪽 팔만 있지만 매크리디는 무술을 사용하여 그를 쉽게 바닥에 던져 버린다. 스미스와 대면한 매크리디는 그가 다른 사람들의 공모 하에 코모코를 죽였다고 비난한다. 헤이스팅스가 도착하여 스미스에게 종이 한 장을 주려 한다. 종이를 잡아챈 매크리디는 자신이 보내지 않은 전보 초안을 발견한다. 헤이스팅스에게 법을 어겼다고 말한 매크리디와 벨리는 혼에게 조치를 취하라고 요구한다. 혼이 체포하기 위해 일어서자, 스미스는 혼의 셔츠에서 보안관 배지를 떼어내 헥터에게 달아주고, 헥터는 태연하게 전보를 찢어 버린다.
스미스와 헥터가 떠난 후, 매크리디는 팔을 잃은 후 자기 연민에 빠져 있었지만, 트림블의 살해 시도가 자신을 다시 활력 있게 만들었다고 선언한다. 코모코의 아들은 자신의 목숨을 구하다 전투에서 사망했으며, 매크리디는 코모코에게 아들의 훈장을 주기 위해 블랙 록에 왔다. 이곳에서 그는 스미스가 코모코 노인에게 물이 없을 것이라고 확신했던 농지를 임대했지만, 수완 좋은 코모코가 우물을 파 물을 찾았다는 것을 알게 된다. 진주만 이후 스미스가 군 복무에서 거부당하자, 그와 다른 남자들은 술을 마시기 시작했고, 일본인 코모코를 괴롭히기로 결정했다. 노인은 집 안에 바리케이드를 치고 숨었지만, 남자들이 집에 불을 질렀다. 코모코가 불에 타며 나오자 스미스는 그를 쏴 죽였다.
닥과 피트는 리즈를 설득하여 어둠을 틈타 매크리디가 도망치도록 돕는다. 피트와 닥은 호텔 밖에서 경비를 서고 있던 헥터를 유인하여 기절시킨다. 리즈가 매크리디를 태우고 마을을 벗어나지만 어도비 플랫에서 멈추자, 매크리디는 자신이 함정에 빠졌음을 깨닫는다. 스미스가 그를 쏘지만 매크리디는 지프 뒤에 몸을 숨긴다. 매크리디의 경고에도 불구하고 리즈는 스미스에게 달려간다. 스미스는 리즈와 나머지 공범들이 죽어야 한다고 말하며, 도망치는 그녀의 등에 총을 쏜다.
매크리디는 병을 찾아 지프에서 휘발유를 채운다. 스미스가 더 잘 쏘기 위해 내려오자, 매크리디는 화염병을 던져 스미스에게 불을 붙인다. 매크리디는 스미스와 리즈의 시신을 싣고 마을로 돌아온다. 주 경찰이 출동하여 체포가 이루어진다. 매크리디가 떠나려 할 때, 벨리는 블랙 록이 치유될 수 있도록 코모코의 훈장을 요청한다. 매크리디는 기차에 오르기 전 그에게 훈장을 준다.

## 출연

### 주연
- 스펜서 트레이시
- 로버트 라이언

### 조연
- 앤 프란시스
- 딘 자거
- 월터 브레넌
- 존 에릭슨
- 어네스트 보그나인
- 리 마빈
- 러셀 콜린스
- 월터 샌드
- 월터 비버
- 빌리 딕스
- 믹키 리틀
- K.L. 스미스
- 로버트 그리핀
- 해리 하비
- 바비 존슨
- 프란시스 맥도널드

## 기타
- 각색: 돈 맥가이르
- 협력프로듀서: 허먼 호프먼
- 세트: 프레드 M. 맥클린
- 세트: 에드윈 B. 윌리스